# Nu Shooz
Nu Shooz est un groupe américain de musique pop, originaire de Portland dans l’Oregon et formé en 1979.

## Membres
- John Smith (guitare)
- Valerie Day (chant)

## Histoire
John Smith et Valerie Day sont mari et femme dans la vie.
Les chansons I Can't Wait (en) (début septembre 1986) et Point of No Return (en) (fin 1986 et début 1987) sont leurs grands tubes en France et aux États-Unis.
En 1992, Atlantic Records met un terme à sa collaboration avec le groupe, qui devait sortir un cinquième album préalablement déjà fait et produit à la fin des années 1980.
Le groupe revient sur le devant de la scène américaine, dans un premier temps dans leur région d'origine dans l'Oregon à la faveur de la vague de retour des années 1980 et à travers leur site internet, proposant deux nouveaux albums : Pandora's Box (2010) et Kung Pao Kitchen (2012).

## Discographie

### Albums studio: 1982-2012
- 1982 : Can't Turn It Off
- 1986 : Poolside
- 1988 : Told U So
- 2010 : Pandora's Box
- 2012 : Kung Pao Kitchen

### 45 Tours et CD Singles: 1985-1992
- 1982 : Fashion
- 1985 : Tha's Right

- 1985 : I Can't Wait
- 1985 : Goin' Too Far
- 1986 : I Can't Wait (remix)
- 1986 : Point of No Return
- 1986 : Don't Let Me Be the One
- 1988 : Should I Say Yes
- 1988 : Are You Lookin' for Somebody Nu
- 1992 : Time Will Tell

### DVD
- 2006 : Nu Shooz: Then and Now (NSO Music LLC)